# Zbaraž
Zbaraž (in ucraino Збараж?, in polacco Zbaraż, in yiddish זבאריזש Zbarizh) è una città dell'Ucraina (13 346 abitanti) situata nel distretto di Ternopil', nell'oblast' di Ternopil'. Ospita l'amministrazione della comunità territoriale di Zbaraž, una delle comunità territoriali dell'Ucraina.
Fino al 18 luglio 2020 Zbaraž era il centro amministrativo del distretto di Zbaraž, abolito come parte della riforma amministrativa dell'Ucraina, che ha ridotto a tre il numero dei distretti dell'oblast' di Ternopil'. L'area del Distretto di Zbaraž è stata trasferita al distretto di Ternopil'.

## Geografia
Zbaraž è attraversato dal fiume Hnizna e sorge a 23 km a nord est di Ternopil' nella regione storica della Galizia.

## Storia
Menzionata per la prima volta in documento del 1211 come fortezza rutena, Zbaraž divenne sede dei principi Gédiminides del granducato di Lituania sul finire del XIII secolo.
Nel 1649, durante la rivolta di Chmel'nyc'kyj, Zbaraž fu assediata invano dai cosacchi, mentre nel 1676 riuscirono ad espugnarla. Nel 1708 gli haidamaky, durante una delle loro scorrerie, massacrarono la popolazione ebraica della città.
A seguito della prima spartizione della Polonia, Zbaraž fu annessa all'Impero d'Austria. Sotto la dominazione asburgica la locale comunità ebraica fiorì, fino a arrivare a rappresentare il 35% della popolazione cittadina nel 1900.Al termine della guerra sovietico-polacca e la sigla della pace di Riga del 1921 Zbaraž fu annessa alla Polonia.
Con lo scoppio della seconda guerra mondiale Zbaraž fu invasa dalle truppe dell'Armata Rossa nell'ambito dell'invasione sovietica della Polonia, mentre un numero consistente di rifugiati di religione ebraica si riversò in città cercando riparo dai tedeschi. Il 6 luglio 1941, durante le fasi iniziali dell'operazione Barbarossa, i nazisti occuparono la cittadina scatenando un pogrom contro la comunità ebraica. Il 6 settembre dello stesso anno i membri dell'intellighenzia israelita di Zbaraž furono uccisi nelle foreste limitrofe. Tra il settembre e il novembre 1942 oltre 2.000 ebrei furono deportati nel campo di sterminio di Bełżec. Nell'aprile 1943 altre centinaia di ebrei furono giustiziati, mentre l'8 giugno dello stesso anno il ghetto, istituito nell'autunno precedente, fu liquidato. Solo una sessantina di ebrei di Zbaraž sopravvissero alla guerra.

## Monumenti e luoghi d'interesse

### Architetture militari
- Castello di Zbaraž, costruito tra il 1626-1631 in forme tardo-palladiane per il principe polacco Jeremi Michał Wiśniowiecki.

### Architetture religiose
- Chiesa della Trasfigurazione del Signore
- Chiesa dei Bernardini
- Chiesa della Dormizione, del XVIII secolo.
- Chiesa della Resurrezione, della seconda metà del XVIII secolo.
- Sinagoga, del 1537.

## Cultura
Zbaraž è uno degli scenari del romanzo storico "Col ferro e col fuoco" dello scrittore polacco Henryk Sienkiewicz.